# Cléon (ruisseau)
Le Cléon est un ruisseau français affluent de l'Armançon qui prend sa source dans l’Yonne sur la commune de Tonnerre près de la ferme d'Athée. Il a 18,5 km de long et il traverse cinq communes : Tissey, Vezannes, Dyé, Carisey, Villiers-Vineux. 
Il a huit affluents : ru de valru rive droite prend sa source sur la commune de Tonnerre, ru des renottes rive droite prend sa source sur la commune de Dyé, ru à l'omellette rive droite prend sa source sur la commune de Dyé, ru du boutoir rive droite prend sa source sur la commune de Villiers Vineux qui coule toute l'année, ru d'allier rive gauche prend sa source sur la commune de Collan, ru de vaucresson rive gauche prend sa source sur la commune de Dyé, ru de nollot rive gauche prend sa source sur la commune de Méré, ru du vau rive gauche prend sa source sur la commune de Carisey.
Deux sources l’alimentent sur la commune de Carisey : la source de la fontaine et la source du moulin de Carisey qui coule toute l'année.